# Marúbo
Marúbo (Marubo), pleme američkih Indijanaca iz brazilske države Amazonas u bazenu rijeke Javari na río Curuçá, Ipixuna, Ituí i Javari u blizini peruanske granice. Jezično pripadaju porodici panoan kao i pleme Matses čije su jedno selo masakrirali 1960. godine nakon što im je ovo pleme otelo žene dok su u pratnji muškaraca sakupljale kornjačina jaja, pobivši pritom mušku pratnju. Marúbo Indijanci koji su se u kontaktu s bijelcima dokopali vatrenog oružja upali su u selo Matsesa, pobivši sve stanovnike. Do mira u dolini rijeke Javari doći će tek 1970.-tih kada brazilska vlada uspijeva zaustaviti neprekidni krug otmica i represalija.
Marubo imaju kulturu tipičnu za kišnu šumu. kao obrađivači tla uzgajaju na svojim poljima kukuruz, manioku, banane, papaju i drugo. Tradicionalnu puhaljku i luk i strijelu zmijenili su vtrenim oružjem s kojim odlaze u lov na majmuna Lagothrix logothricha i majmuna-pauka Ateles belzebuth, te na dvije vrste pekarija Tayassu pecari i Tayassu tajacu i jednu vrstu tapira (Tapirus terrestris). Populacija: 1,043 (2000).